# Качина Долина (урочище)
Качи́на Доли́на — заповідне урочище в Україні. Розташоване в межах Чернігівського району Чернігівської області, на південний схід від села Козероги. 
Площа 109 га. Статус присвоєно згідно з рішенням Чернігівського облвиконокому від 24.04.1964 року № 236; від 10.06.1972 року № 303; від 28.08.1989 року № 164; від 31.07.1991 року № 159. Перебуває у віданні ДП «Чернігівське лісове господарство» (Ревунівське л-во, кв. 86). 
Статус присвоєно для збереження лісового масиву на правобережній заплаві річки Десна. У деревостані переважають верба, тополя. Є кілька заплавних озер і лучно-болотних ділянок. 